# Виноградова, Лариса Афанасьевна
Виноградова Лариса Афанасьевна (5 декабря 1947 — 16 сентября 2009, Баку) — актриса театра. Народная артистка Азербайджанской Республики (2000).

## Жизнь и деятельность
Лариса Виноградова Афанасьевна родилась 5 декабря 1947 года в городе Мары, Туркменистан. В 1971 году она окончила вокальное отделение Музыкального училища имени Асафа Зейналлы. 1 декабря 1968 года была принята на должность художественного солиста в Театр музыкальной комедии. Позднее была назначена на должность актера-вокалиста II категории. Позже она продолжила свою деятельность в театре в качестве ведущего мастера по сцене.
В театре она исполнила несколько ролей, таких как Канна в «Весёлой вдове», Графиня Марица в «Марице», Сильва в «Сильве», Фея в «Щелкунчике», Одетта в «Баядере», Розалинда в «Летучей мыши», Ванда в «Фос Мари», Альдонсо в «Человеке из Ламанчи», Эльза в «Драконе», Крися в «Разводе по-польски», Элиза в «Моей прекрасной леди», Гюльчехра в «Аршин мал алан», Элла в «Доброе утро, Элла!», Зулейха в «Однажды в Багдаде», Юлюшка в «Случайной премьере», мать в «Красной шапочке» и изобразила образ Зумруда в «Перекрёстке» с непревзойденным мастерством.
Лариса Афанасьевна Виноградова скончалась 16 сентября 2009 года в городе Баку.

## Награды
- Заслуженная артистка Азербайджанской ССР — 1 декабря 1982 года[3]
- Народная артистка Азербайджанской Республики — 28 октября 2000 года[1]
- Персональная пенсия Президента Азербайджанской Республики — 1 апреля 2005 года[4]

## Фильмография
1. «Yaşıl eynəkli adam» (фильм, 1987)
2. «Yaşıl eynəkli adam-2» (фильм, 1999)
3. «Yaşıl eynəkli adam-3» (фильм, 2002)
4. «Yoxlama» (фильм, 2006)